# Devotio ibérica
La devotio ibérica era una forma especial de clientela militar existente en la sociedad íbera prerromana. Se trataba de vincularse por una doble vía: Por un lado, los clientes o devoti, consagraban su vida a su rey o jefe, al que tenían la obligación de proteger en el combate, a cambio de su protección, mantenimiento y un mayor estatus social, ya que el jefe pertenecía a la clase dominante, y esto se reflejaba en sus clientes. Por otra vertiente, la devotio tiene una cualidad sagrada; los clientes, consagraban su vida a una divinidad para que se dignase a aceptarlos en el combate a cambio de la salvación de su jefe; por ello, debían protegerlo con sus armas y su cuerpo aun a costa de su vida. De ahí, que los devoti, estuviesen obligados a suicidarse en caso de que su jefe muriera, ya que sus vidas eran ilícitas al no haber sido aceptadas en trueque por la divinidad. Cabe destacar que este vínculo se perfecciona con un juramento a la diosa Tanit, la más importante de las diosas de la mitología cartaginesa. 

El íbero realizaba la devotio ibérica con individuos excepcionales por su valor en el combate o su carisma, independientemente de la pertenencia étnica. Más tarde, los romanos la integrarán a sus instituciones y jefes militares, para asegurar la lealtad de los pueblos indígenas de la península ibérica.

Los que formaban el séquito de un caudillo deben permanecer con él en el caso de que éste muera. A esta suprema fidelidad llaman consagración o devoción
Plutarco, Sertorio, 14.

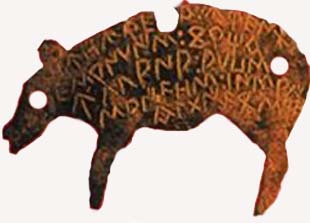
Tésera con un pacto de hospitalidad.

Algunos pueblos celtíberos también respetaban esta institución, y otros pueblos tenían un tipo de clientela parecida: los galos la de los soldurii y los germanos el comitatus, aunque en esta no existía el juramento ante los dioses. 
La devotio se complementaba con otros pactos llamados de hospitium: mediante estos, una persona o un grupo, se integraba en otro. La relación subsiguiente era en plan de igualdad, sin la estrecha vinculación de la devotio. 
Esta práctica estaba muy extendida, y no sólo se usaba entre miembros del mismo pueblo: según historiadores clásicos (Tito Livio y Plutarco entre otros), los generales romanos que fueron a la Península, utilizaron escoltas formadas por devoti. Para estos militares, la devotio tenía ventajas sobre la clientela romana: el juramento a los dioses obligaba al cliente con más fuerza, aunque era una fidelidad interesada como la de Sagunto a Roma o la de los edetanos a Escipión el Africano. Es probable que las defensas de ciudades como Numancia o Sagunto, y la resistencia que mostraban los guerreros frente a los romanos tuviese como fondo la devotio, que impedía su rendición sin órdenes directas de su jefe.
Diversas fuentes incitan a pensar la posibilidad de que la devotio ibérica desempeñara un papel importante en los orígenes del culto al emperador, ya que Q. Cecilio Metelo, durante la Guerra Sertoriana, recibió honores divinos de los indígenas en Córdoba; y al general romano le recibían en las ciudades con sacrificios y altares.
Cabe destacar un caso muy probable de devotio ibérica, se trata del asedio y destrucción de Calagurris (Calahorra) a la muerte de Sertorio: «La macabra obstinación de los numantinos fue superada en un caso semejante por la execrable impiedad de los habitantes de Calagurris, los cuales, para ser por más tiempo fieles a las cenizas del difunto Sertorio, frustraron el asedio de Gneo Pompeyo. En vista de que no quedaba ya ningún animal en la ciudad, convirtieron en nefanda comida a sus mujeres e hijos y para que su juventud en armas pudiese alimentarse por más tiempo de sus propias vísceras, no dudaron en poner en sal los infelices restos de los cadáveres».
Roma utilizó esta institución, al igual que el hospitium y otras, respetándolas primero y modificándolas conforme a sus intereses después.

## Ritual

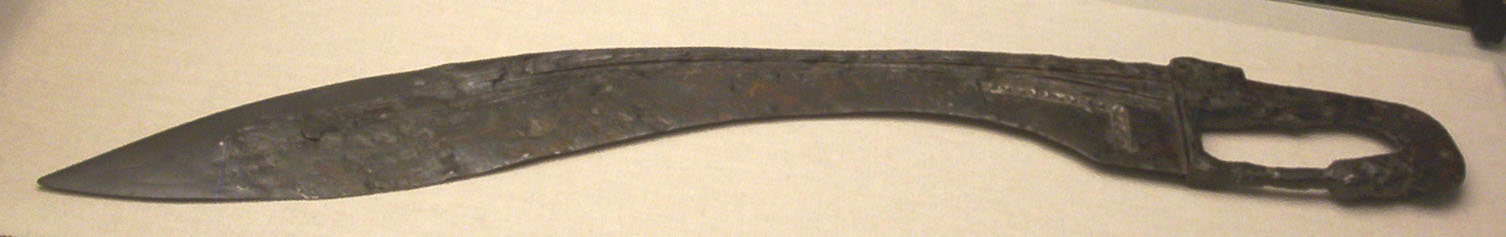
Falcata, espada utilizada por los íberos.

El ritual de la devotio ibérica era el mismo que en el caso de la clientela: la presentación del cliente al patrono, reconocerle como jefe, y la aceptación de dicha persona. Es posible que existiera una ceremonia especial, con un sacrificio ritual, del que quedarían vestigios en el juramento de Ampudio; quizás se tratara de un sacrificio humano y el de su caballo, ya que con ambos se refrendaban los pactos.
La devotio ibérica es una institución típica de Celtiberia. Su aparición en Aquitania se puede explicar por influjo hispano. Esta práctica decae a comienzos del Imperio romano.